# Espèce introduite

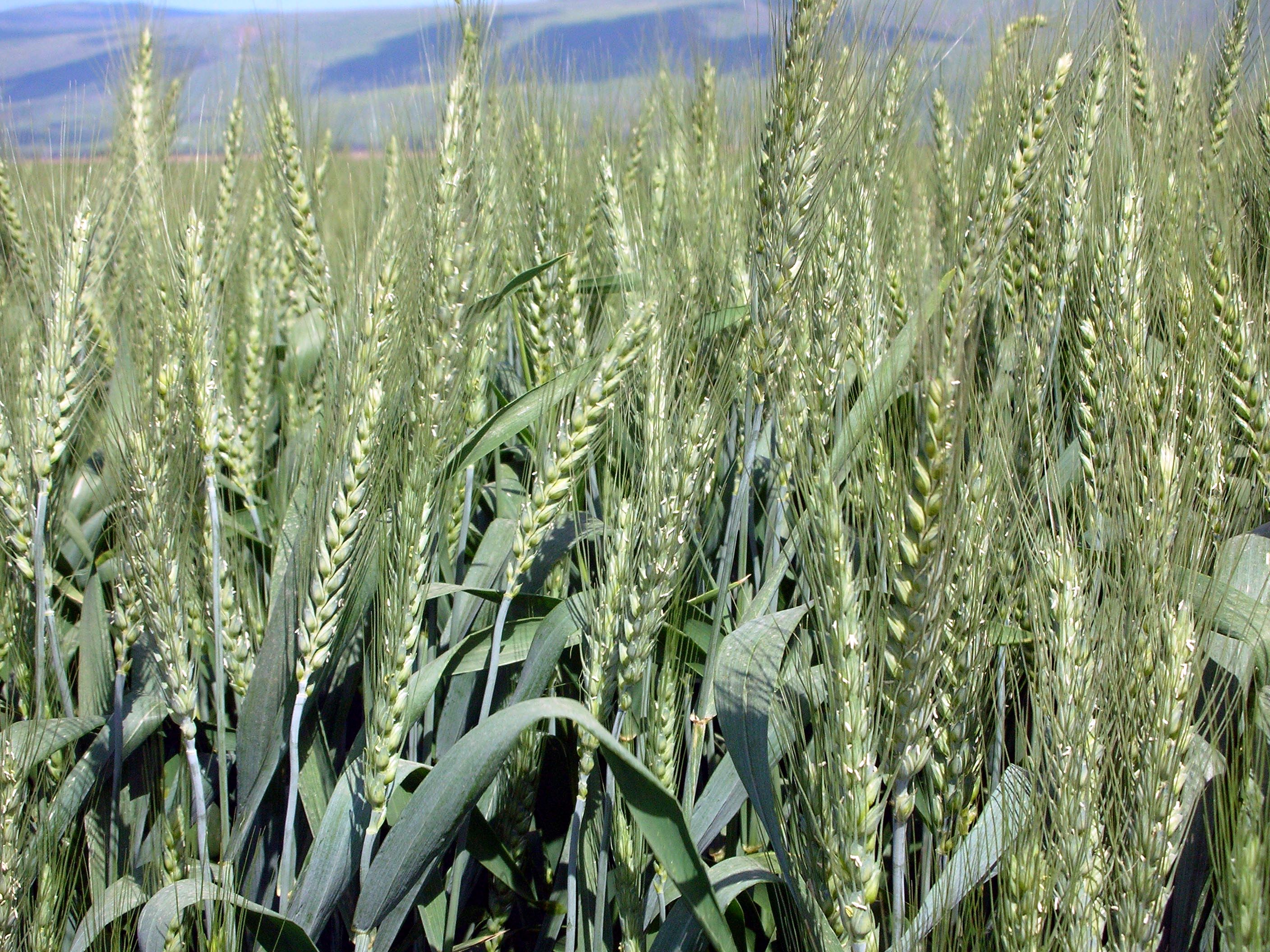
Le blé Triticum est une espèce originaire de Mésopotamie introduite dans le monde entier.

On qualifie d'espèce introduite une population  identifiée/isolée d'une espèce donnée -- qu'elle soit présente ou maintenue présente artificiellement (espèces domestiquées, espèces « adventives  ») en cours de naturalisation ou déjà naturalisée -- dans un territoire donnée, considérant qu'elle n'est pas une espèce indigène dudit territoire mais y a été importée par une intervention humaine (délibérée ou non).
Dans le cas où le taxon est d'introduction récente et est nuisible à un écosystème donné, on parle d'espèce exotique envahissante. Il s'agit d'un cas particulier d'espèce allochtone « qui qualifie une espèce, une sous-espèce ou une entité d'un niveau taxonomique inférieur se trouvant à l'extérieur de son aire de répartition naturelle ou de son aire de dispersion potentielle » (intervention ou pas de l'homme).
Le réseau d’information européen sur les espèces exotiques (European Alien Species Information Network - EASIN), lancé en 2012 par la Commission européenne, recense plus de 14 000 espèces exotiques présentes en Europe, couvrant tous types de taxons et d'habitats.